# Тунис на летних Олимпийских играх 1988
Тунис принимал участие в Летних Олимпийских играх 1988 года в Сеуле (Республика Корея) в шестой раз за свою историю, но не завоевал ни одной медали. Сборную страны представляли 2 женщины.